# (5783) Kumagaya
(5783) Kumagaya es un asteroide perteneciente al cinturón de asteroides descubierto el 5 de febrero de 1991 por Tsutomu Hioki y el también astrónomo Shuji Hayakawa desde el Okutama Observatory, Japón.

## Designación y nombre
Designado provisionalmente como 1991 CO. Fue nombrado Kumagaya en homenaje a Kumagaya, también conocida como la 'Ciudad de los cerezos en flor' y 'Rugby Town', es una ciudad industrial ubicada al noroeste de Tokio. Kumagaya es famoso por el Templo Yukoku, construido para el guerrero Naozane y por el Festival Uchiwa.

## Características orbitales
Kumagaya está situado a una distancia media del Sol de 2,252 ua, pudiendo alejarse hasta 2,323 ua y acercarse hasta 2,182 ua. Su excentricidad es 0,031 y la inclinación orbital 5,808 grados. Emplea 1235,02 días en completar una órbita alrededor del Sol.

## Características físicas
La magnitud absoluta de Kumagaya es 13,4.